# Camputers Lynx
O Lynx foi um computador doméstico britânico de 8 bits, cujo modelo inicial foi lançado no início de 1983 com 48 KiB de RAM. O projetista do micro foi John Shireff e vários outros modelos seguiram-se ao Lynx 48, com 96, 128 e até mesmo 192 KiB de RAM através de expansões na placa-mãe.
A máquina tinha a UCP Zilog Z80A com um clock de 4 MHz, e apresentava um Motorola 6845 como controlador de vídeo. Era até mesmo possível executar o SO CP/M com o drive opcional de 5" 1/4, nos modelos de 96 e 128 KiB.

## História
Para sua época, o Lynx era uma máquina bastante avançada com um BASIC de alto nível (contendo declarações REPEAT-UNTIL e WHILE-WEND, e até mesmo indentação automática de procedures). Todavia, o preço elevado (48 KiB: £ 225; 96 KiB: £ 299; 128 KiB: £ 345) se comparado ao dos competidores diretos, o Sinclair ZX Spectrum e o Oric-1, bem como a falta de software, foram os motivos mais prováveis para seu curto ciclo de vida. Cerca de 30.000 Lynx foram vendidos em todo o mundo (a maior parte no Reino Unido).
A Camputers fechou as portas em junho de 1984. A Anston Technology assumiu a empresa em novembro do mesmo ano e planejava relançar o Lynx, algo que nunca aconteceu. Em junho de 1986, a Anston vendeu tudo - hardware, direitos de design e milhares de fitas cassete - para o National Lynx User Group. O grupo planejava produzir um Super-Lynx, mas acabou por perder-se no dia-a-dia do fornecimento de peças de reposição e informações técnicas para proprietários dos modelos existentes, e o projeto nunca saiu do papel.

## Características
- Memória:
  - ROM: 16 KiB (versão de 48 KiB) — 24 KiB (versões de 96/128 KiB)
  - RAM: 48/96/128/192 KiB
- Teclado: mecânico, 57 teclas
- Display: coprocessador Motorola 6845, 8 cores
  - 40 x 24 (texto)
  - 80 x 24 (texto)
  - 256 x 248 (gráfico)
  - 512 x 480 (gráfico de alta resolução)
- Som: alto-falante interno
- Portas:
  - 1 porta RS-232
  - 1 saída para monitor de vídeo RGB
  - 1 saída para monitor de fósforo verde
  - 1 saída para televisor
  - Interface de cassete
- Armazenamento:
  - Fita magnética (de 600 a 1200 bauds)
  - Drive de 5" 1/4 (opcional, modelos de 96 KiB e acima)